# Ciro (Etiopia)
Ciro (oromo: ጭሮ, Ciroo), in passato Asebe Teferi (in italiano Àsba Tafarì, e durante il periodo di occupazione italiana Asba Littoria), è una città in Etiopia, capoluogo della Hararge occidentale, nella Regione di Oromia.
La località è situata sui Monti Ahmar, a 1.826 m s.l.m..

## Storia
Asebe Teferi fu fondata intorno al 1924 dal Fitawrari Tekle Hawariat Tekle Mariyam. Fu capoluogo dell'ex provincia "modello" di Cercer, creata come parte della campagna di modernizzazione dell'imperatore Haile Selassie negli anni 1930. Nel 1930 fu completata la strada per raggiungere la stazione ferroviaria di Mieso.
Durante la guerra d'Etiopia, la città venne occupata dal 1936 al 1941 dagli italiani che la ridenominarono Asba Littoria, dove realizzarono un presidio militare, un magazzino di rifornimenti alimentari e generi vari e un ambulatorio sanitario con ambulanza, oltre a varie sedi ministeriali periferiche. L'economia principale della zona era costituita da allevamenti di bestiame e piantagioni di caffè, cotone e banane.
Nel 1966, in collaborazione con investitori svedesi, fu costruita una strada per la città di Metekhara. Nel luglio 1976 vi si svolsero negoziati tra rappresentanti delle fazioni ostili Afar e il clan somalo Issa, che firmarono un accordo di pace.
La città ha ottenuto l'accesso alle comunicazioni cellulari nel 2009..